# Maurice Talmeyr

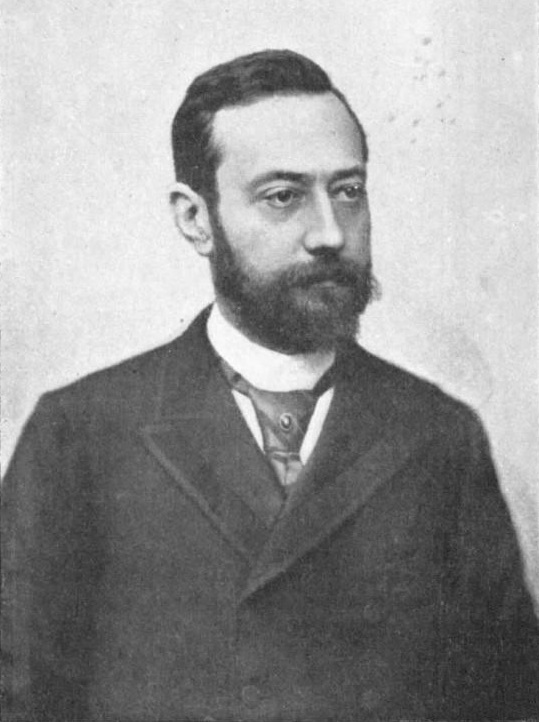
Maurice Talmeyr, 1901

Maurice Talmeyr (* 1850; † 1933) war ein französischer Journalist und Schriftsteller.
Talmeyr zählte zu den Parnassiens und Alphonse Lemerre nahm ihn auch in die später berühmt gewordene Anthologie Le Parnasse contemporain auf.
Talmeyr war u. a. mit dem deutschen Arzt Iwan Bloch bekannt, mit dem er gelegentlich auch schriftstellerisch zusammenarbeitete. 1911 wurde er eines der ersten Mitglieder der neu gegründeten Ligue française anti-maçonnique, einer von den Journalisten André Baron und Paul-Joseph Copin gegründeten Vereinigung, mit der die Freimaurerei bekämpft werden sollte.

## Werke (Auswahl)
- Le protoxyde. 1881
- Histoires joyeuses et funèbres. Brunhof, Paris 1886.
- Sur le blanc. Léon Genonceaux – Plon, 1896, Paris 1890–1896.
- Entre mufles. Plon, Paris 1896.
- La Franc-maçonnerie et la Révolution française. Comment on fabrique l'opinion. Perrin, Paris 1904
- La Fin d'une société. Les maisons d'illusion. Félix Juven, Paris 1906
- La nouvelle légende dorée. Perrin, Paris 1921.
- Philosophie du voyage. Plon, Paris 1925.

in deutscher Übersetzung
- Das Ende einer Gesellschaft – Neue Formen der Korruption in Paris. Louis Marcus Verlagsbuchhandlung, Berlin o. J. [1909 ?]